# Local Government Act 1888
Pour les articles homonymes, voir Local Government Act.
Lire en ligne

Le Local Government Act 1888 sur le portail législatif du gouvernement britannique

Le Local Government Act 1888, typographié à l’époque de sa publication comme « le Local Government Act, 1888 », est une loi du Parlement du Royaume-Uni introduite à la Chambre des communes le 19 mars 1888 et sanctionnée le 13 août suivant.
Œuvre du ministère conservateur (en) conduit par le marquis de Salisbury, il est introduit à l’état de projet comme le Local Government (England and Wales) Bill par Charles Ritchie, alors président du Bureau du gouvernement local (en). Il modifie la législation des autorités locales en Angleterre et pays de Galles en érigeant un échelon territorial supérieur, le comté administratif, doté d’une assemblée élue appelée « conseil de comté ».
Alors que d’autres réformes similaires sont adoptées à sa suite par le Local Government (Scotland) Act 1889 en Écosse et le Local Government (Ireland) Act 1898 (en) en Irlande, cette loi est complétée par le Local Government Act 1894 (en), qui met en place un système de districts urbains et ruraux avec des assemblées élues. Ces deux textes sont en grande partie abrogés par le Local Government Act 1933 (en).

## Histoire

### Projet de loi
À la suite des élections générales des Communes de 1886, une majorité conservatrice se dégage, permettant de former un gouvernement. Menée par le marquis de Salisbury, elle reste toutefois relative, si bien que les conservateurs ont besoin du soutien du Parti unioniste libéral. Le prix d’un tel appui des unionistes libéraux est soumis à la présentation d’un projet de loi permettant que les comtés soient placés sous le contrôle d’assemblées élues, sur le modèle de celles des boroughs de comté, soumis au Municipal Corporations Act 1835 (en).
Ainsi, le projet de loi, connu sous le nom de « Local Government (England and Wales) Bill », est introduit à la Chambre des communes le 19 mars 1888 par le président du Bureau du gouvernement local (en) Charles Ritchie. Il prévoit la création de conseils de comté élus chargés des fonctions administratives des magistrats des cours de quarter sessions ; l’érection de dix grandes cités devant être des « comtés d’elles-mêmes » s’agissant de l’administration locale ; et la mise en place de districts ruraux et urbains comme échelon inférieur des comtés, à partir des districts sanitaires de l’époque, eux aussi dotés d’un conseil. D’après le projet, les conseils de comté et de district doivent consister d’une partie de conseillers directement élus dits « électifs » et d’une autre, dits « sélectionnés », choisis par les conseillers électifs de la même manière que les échevins dans les boroughs municipaux.
Les comtés destinés à être utilisés à des fins de gouvernement local sont les comtés traditionnels d’Angleterre et du pays de Galles. Un comté doit être formé pour chacune des ridings du Yorkshire ainsi que pour trois divisions du Lincolnshire (Holland, Kesteven et Lindsey (en). De plus, un nouveau comté de Londres doit se substituer au territoire du Metropolitan Board of Works. Au total, 57 entités doivent être mises en place selon le projet originel.
Liverpool, Birmingham, Manchester, Leeds, Sheffield, Bristol, Bradford, Nottingham, Kingston-on-Hull et Newcastle upon Tyne sont les dix cités identifiées pour être considérées comme des comtés à part entière.
Les districts sanitaires urbains et ruraux, créés en 1872, doivent prendre le nom de districts urbains et ruraux. Alors que les districts urbains à cheval entre deux comtés sont attribués à un seul comté, là où la majeure partie de sa population réside selon le recensement de 1881, les districts ruraux, quant à eux, sont divisés d’après la limite des comtés de rattachement.

### Promulgation
Le projet reçoit la sanction royale de Victoria et prend force de loi le 13 août 1888.

## Contenu
Une disposition de la loi précise que les boroughs listés dans le troisième tableau annexé, qui sont des boroughs au 1er juin 1888 et qui admettent plus de 50 000 habitants, ou qui sont des comtés par eux-mêmes, deviennent, le jour de l’application de la loi, des comtés administratifs par eux-mêmes (connus légalement comme des boroughs de comté).

### Érection de nouvelles entités en Angleterre
Des exceptions sont dressées par des dispositions de la loi ; elles concernent Londres et des comtés spéciaux d’Angleterre. Deviennent des comtés administratifs :
- la « Métropole », sous le nom de comté de Londres ;
- les ridings du Yorkshire (North, East et West Ridings[b]), et, les divisions du Lincolnshire (les parts de Holland, de Kesteven et de Lindsey[c]) ;
- les parties orientale et occidentale du Sussex (East et West Sussex[d]) ainsi que celles du Suffolk (East et West Suffolk[d]) ;
- l’Île-d’Ely (Isle of Ely), extirpée du comté de Cambridge ;
- le Soc-de-Peterborough (Soke of Petersborough), extirpé du comté de Northampton.

Au 1er avril 1890, deux nouveaux territoires sont élevés au statut de comté administratif :
- les Îles-de-Scilly (Isles of Scilly), extirpées du comté des Cornouailles ;
- et l’Île-de-Wight (Isle of Wight), extirpée du comté de Southampton.

En dehors du comté de Londres, on distingue un ensemble de 40 comtés administratifs en Angleterre en 1889, le comté de Monmouth n’étant pas considéré comme gallois.

### Érection de nouvelles entités au pays de Galles
On distingue douze comtés administratifs au pays de Galles.